# Bubenečský tunel (železniční)

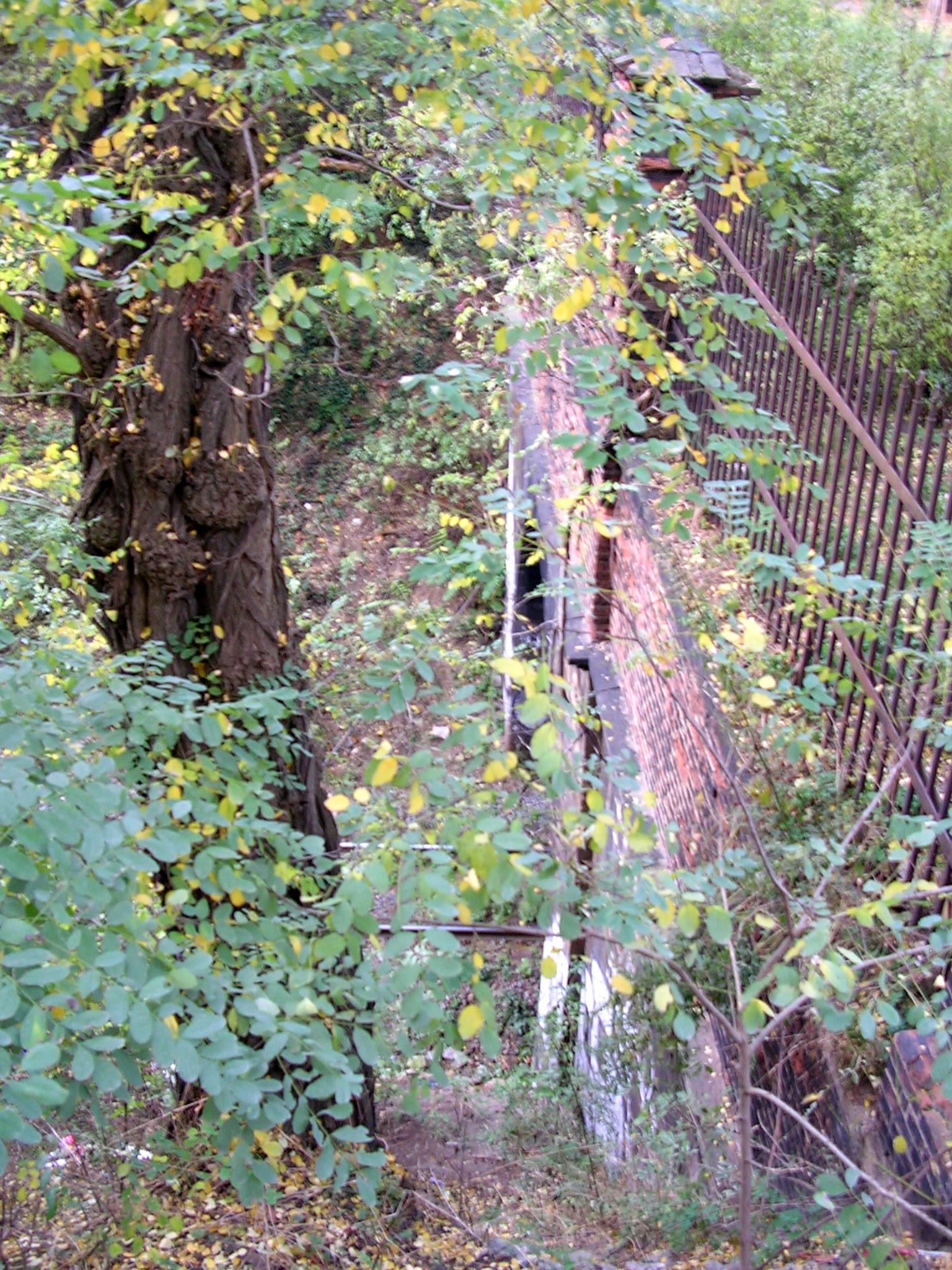
Západní portál, pohled z ulice Nad Královskou oborou

Bubenečský tunel (tunel Buštěhradské dráhy, v evidenci Českých drah veden pod názvem Dejvický tunel) je krátký pražský železniční tunel na jednokolejné trati Praha – Kladno (trať 120) mezi stanicemi Praha-Bubny a Praha-Dejvice, nedaleko vyústění Rudolfovy štoly na okraji Stromovky neboli Královské obory v Bubenči. Tento úsek trati byl jako součást Buštěhradské dráhy zprovozněn roku 1868, jedná se tedy o nejstarší tunel v Praze. Tunel podchází pěší promenádu na horním okraji Stromovky. Od 1. září 1893 do 15. srpna 1900 jezdila nad tunelem tramvaj na prodloužené části Křižíkovy elektrické dráhy na Letné.
Tunel má délku 103,6 m, šířku 5,7 m, výšku 5,5 m a je v oblouku o poloměru 332 m.